# Секст Помпей
Вижте пояснителната страница за други личности с името Секст Помпей.
Секст Помпей (на латински: Sextus Pompeius Magnus Pius около 67—35 пр.н.е.) е римски военачалник и политик.

## Биография
Син е на Помпей Велики (Гней Помпей Магнус) и третата му съпруга Муция Терция. Брат е на Гней Помпей Младши. След смъртта на баща си се сражава срещу  Гай Юлий Цезар в Африка. След Битката при Мунда избягва на остров Сицилия.
След убийството на Цезар през 44 пр.н.е., Секст Помпей, по предложение на Марк Антоний, поема командването на римския флот, но изпада в конфликт с Втория триумвират (съюза на Марк Антоний, Октавиан - по-късно наречен Август - и Марк Емилий Лепид), превзема Сицилия и се захваща с пиратство. През 43 пр.н.е. е обявен от триумвирата за враг на народа.
Нееднократно побеждава армията на Октавиан, но през 36 пр.н.е. неговия флот е разбит от сподвижника на Октавиан Марк Випсаний Агрипа. През 35 пр.н.е. бяга в Мала Азия, но е заловен и екзекутиран в Милет.

## Семейство
Секст се жени за Скрибония, дъщеря на Луций Скрибоний Либон, консул през 34 пр.н.е. Секст и Скрибония имат 1 дете – дъщеря на име Помпея Магна, която е сгодена за Марк Клавдий Марцел, племеник на Октавиан.
- Денарий на Секст Помпей, изсечен по повод победата му над флота на Август. На лицевата страна е Фарът в Месина, на реверса - чудовището Сцила, разбиващо врага.
- Джанлука Маринели в ролята на Секст Помпей в трагедията "Юлий Цезар" на Уилям Шекспир.